# Yenice, Artova
Yenice là một xã thuộc huyện Artova, tỉnh Tokat, Thổ Nhĩ Kỳ. Dân số thời điểm năm 2011 là 163 người.